# بایکورت
بایکورت (به فرانسوی: Bayecourt) یک کمون (فرانسه) در فرانسه است که در canton of Châtel-sur-Moselle واقع شده‌است. بایکورت ۶٫۹۲ کیلومتر مربع مساحت دارد.